# Ramón Lanús
Ramón María Lanús (San Isidro, 7 de mayo de 1979) es un abogado y político argentino. Desde 2023 es el intendente del partido de San Isidro, en la Zona Norte del Gran Buenos Aires, dónde fue elegido para el cargo en las elecciones generales del 22 de octubre de 2023.

## Biografía
Se recibió de abogado en la Universidad Austral.
Desde sus inicios forma parte del PRO, militó junto a Mauricio Macri, Horacio Rodríguez Larreta y desde 2020 acompaña a Patricia Bullrich en el rol de apoderado civil del partido en la Provincia de Buenos Aires.
Fue Asesor de la Jefatura de Gabinete de Ministros, de la Ciudad de Buenos Aires entre junio de 2009 y diciembre de 2011.
Desde diciembre de 2011 fue director general de Atención Inmediata del Gobierno porteño, y desde abril de 2014 fue director general de la Red Integral de Protección Social, también en el Gobierno de la Ciudad de Buenos Aires
Durante la presidencia de Mauricio Macri, entre diciembre de 2015 y diciembre de 2019 fue presidente de la Agencia de Administración de Bienes del Estado (AABE).
En 2021 es electo Concejal en San Isidro por Juntos siendo aliado de Facundo Manes y Joaquín de la Torre. En las elecciones de 2023 se presentó como precandidato a Intendente de San Isidro en alianza con ConVocación, y derrotó a Macarena Posse, hija del intendente Gustavo Posse siendo electo el 22 de octubre con el 48,52%, frente a 26,79% del candidato de Unión por la Patria, Federico Meca. En el balotaje del 2023 apoyo a Javier Milei.